# Eugenio Hermoso
Eugenio Hermoso (Fregenal de la Sierra, 26 de fevereiro de 1883 — Madrid, 2 de fevereiro de 1963) foi um pintor espanhol.